# 中華鯨豚協會
中華鯨豚協會（英語：Taiwan Cetacean Society），成立於1998年，主要是由臺灣大學生態學與演化生物學研究所教授周蓮香與其他愛好鯨豚的保育人士共同建立的鯨豚保育民間團體。協會宗旨為促進民眾對於鯨魚海豚之認識，進而關心鯨豚，保育鯨豚及海洋棲地。

## 工作項目
鯨豚協會主要進行的工作項目為鯨豚之研究、調查及保育事項。包含舉辦鯨豚之認識與欣賞各類型之推廣活動; 接受國內外公私部門與學界委託之鯨豚鑑定、研究、教育訓練及宣導活動事項。並透過編輯及出版有關鯨豚之書刊、通訊及教學媒材......等教育資訊，提供國人更多認識鯨豚之機會。

## 工作內容

### 鯨豚擱淺救援工作
中華鯨豚協會與中華鯨豚擱淺處理組織網在林務局的指導下，與各縣市政府保育工作人員，海巡單位，搜救總隊與熱心志工......等通力合作，每年平均處理40-50起的鯨豚擱淺事件。於2000年九月成功復健並野放花紋海豚阿通伯，為臺灣鯨豚保育歷史寫下重要的一頁。而不幸死亡擱淺的鯨豚標本，則交由學術單位與博物館進行科學研究及教學展示。

### 鯨豚推廣教育活動
每年定期舉辦鯨豚志工訓練，中小學鯨豚夏令營，教師研習營，解說員培訓等教育訓練活動；並主動前往全臺灣各濱海小學進行鯨豚列車的校園鯨豚知識與保育觀念之推廣。

### 推廣賞鯨及賞鯨標章
在台灣賞鯨產業初期，透過協助賞鯨解說員培訓，賞鯨行程之規劃，召開異業結盟會議，國內外賞鯨行程之觀摩見習，積極輔導業者將賞鯨遊程朝向永續生態旅遊之精神。並在漁業署的輔導下，推動賞鯨標章之建立，評鑑，與推廣。

### 鯨豚出版品
內容包含鯨豚科普知識宣導，臺灣鯨豚保育事件之紀錄，賞鯨遊程與標章之介紹。
台灣鯨豚英文解說員手冊，台灣鯨豚郵摺（鯨豚郵票與說明摺頁），巨人與精靈之舞（多媒體教育光碟），東海岸鯨豚生態攝影專輯，鯨豚季刊

## 外部連結
- 中華鯨豚協會網站
- 中華鯨豚協會facebook官方粉絲專頁 （页面存档备份，存于）
- 中華鯨豚協會YouTube頻道 （页面存档备份，存于）
- GOGO賞鯨網